# Rodolphe II (empereur du Saint-Empire)
Pour les articles homonymes, voir Rodolphe de Habsbourg (homonymie) et Rodolphe II.
Rodolphe II est un prince de la maison de Habsbourg né le 18 juillet 1552 à Vienne et mort le 20 janvier 1612 à Prague. Il est empereur des Romains de 1576 à sa mort, roi de Bohême de 1576 à 1611, et règne également en dehors de l'Empire sur le royaume de Hongrie et le royaume de Croatie.
Fils de Maximilien II et petit-fils de Charles Quint (par sa mère), il abandonne la politique de son père, tolérante au protestantisme, et appuie la Contre-Réforme. Bien qu'instruit, il ne présente pas les qualités nécessaires pour régner : il est sujet sur la fin de sa vie à des accès de folie, qui favorisent l'intervention de membres de la famille dans les affaires impériales. Souverain introverti et mélancolique, médiocre politique, piètre combattant, admirateur de la vie et des femmes, protecteur des arts et des sciences (Arcimboldo, Spranger, Tycho Brahe, Johannes Kepler, Michael Maier), mais aussi furieusement épris d'ésotérisme (son entourage fourmille d'alchimistes et d'astrologues), Rodolphe II offre une multitude de visages.

## Biographie

### Jeunesse

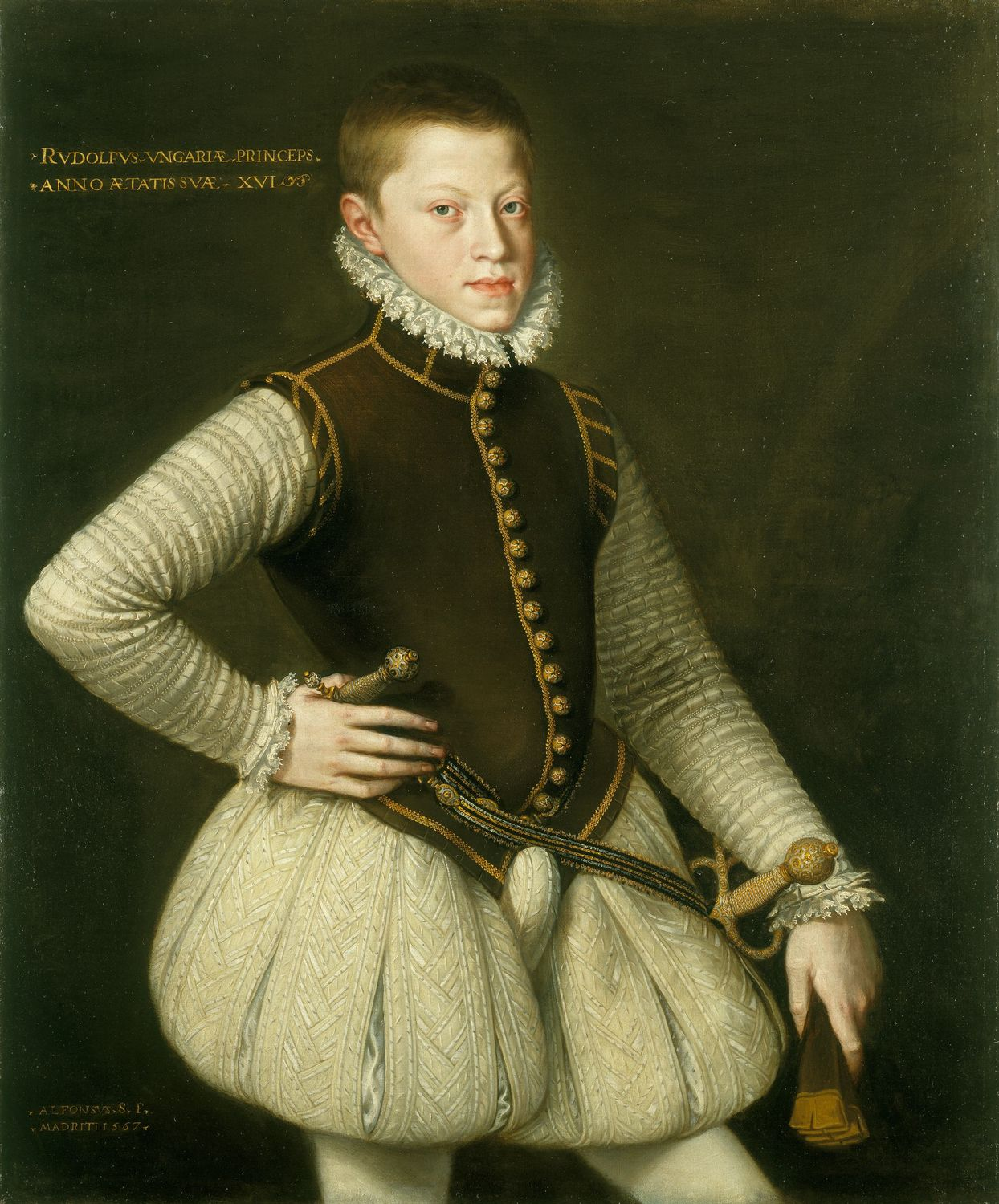
L'archiduc Rodolphe par Alonso Sánchez Coello en 1567.

Rodolphe II est l'aîné des fils de l'empereur Maximilien II et de son épouse Marie d'Autriche, fille de Charles Quint. Il passe sa jeunesse en Espagne, à la cour de son oncle Philippe II. Il rentre à Vienne en 1571 pour recevoir l'année suivante les couronnes de Hongrie et de Bohême. Après son élection au trône de Bohême le 7 septembre 1572, il s'installe au château de Prague, qui reste sa résidence principale jusqu'à sa mort.

### La cour deRodolpheII
Dans les premières années qui suivent son avènement, Rodolphe II maintient la cour impériale à Vienne et garde auprès de lui les artistes qui travaillaient pour son père. Rodolphe transfère la résidence impériale à Prague en 1583. Le développement des fastes auliques fait de cette ville une brillante capitale cosmopolite pour les sciences et les arts ainsi qu'un centre d'élaboration et de diffusion du maniérisme du Nord. Dans cette cour se côtoyaient des artistes italiens, tel Giuseppe Arcimboldo, des Flamands, tel le peintre Bartholomeus Spranger, le sculpteur Adriaen de Vries et le peintre paysagiste Roelandt Savery, l'humaniste hongrois Johannes Sambucus, le poète tchèque Šimon Lomnický (cs), son médecin gemmologue flamand Anselme Boece de Boodt (1550-1632) , le compositeur tchèque Kryštof Harant (en), et le compositeur slovène Jacobus Gallus.
La Kunstkammer (cabinet de curiosités) de Rodolphe II est célèbre en son temps, et considérée en Europe comme le plus bel exemple de ces sortes de « musées privés ». Ses riches collections nous sont bien connues grâce à un inventaire pictural dressé vers 1600 et composé de nombreuses miniatures (aujourd'hui conservées à l’Österreichische Nationalbibliothek de Vienne), et surtout par un inventaire rédigé entre 1607 et 1611 par le peintre Daniel Fröschl. Cette chambre des merveilles est ouverte aux artistes et aux savants de la cour impériale, ce qui constitue une véritable innovation pour l'époque, les collections des princes étant alors plutôt réservées au plaisir personnel de leur propriétaire. Composée d'œuvres héritées des collections des Habsbourg, et d'œuvres contemporaines, cette Kunstkammer se veut encyclopédique par la diversité des objets qui s'y trouvent. Elle est devenue une source d'inspiration et d'éducation pour ceux qui y ont eu accès.

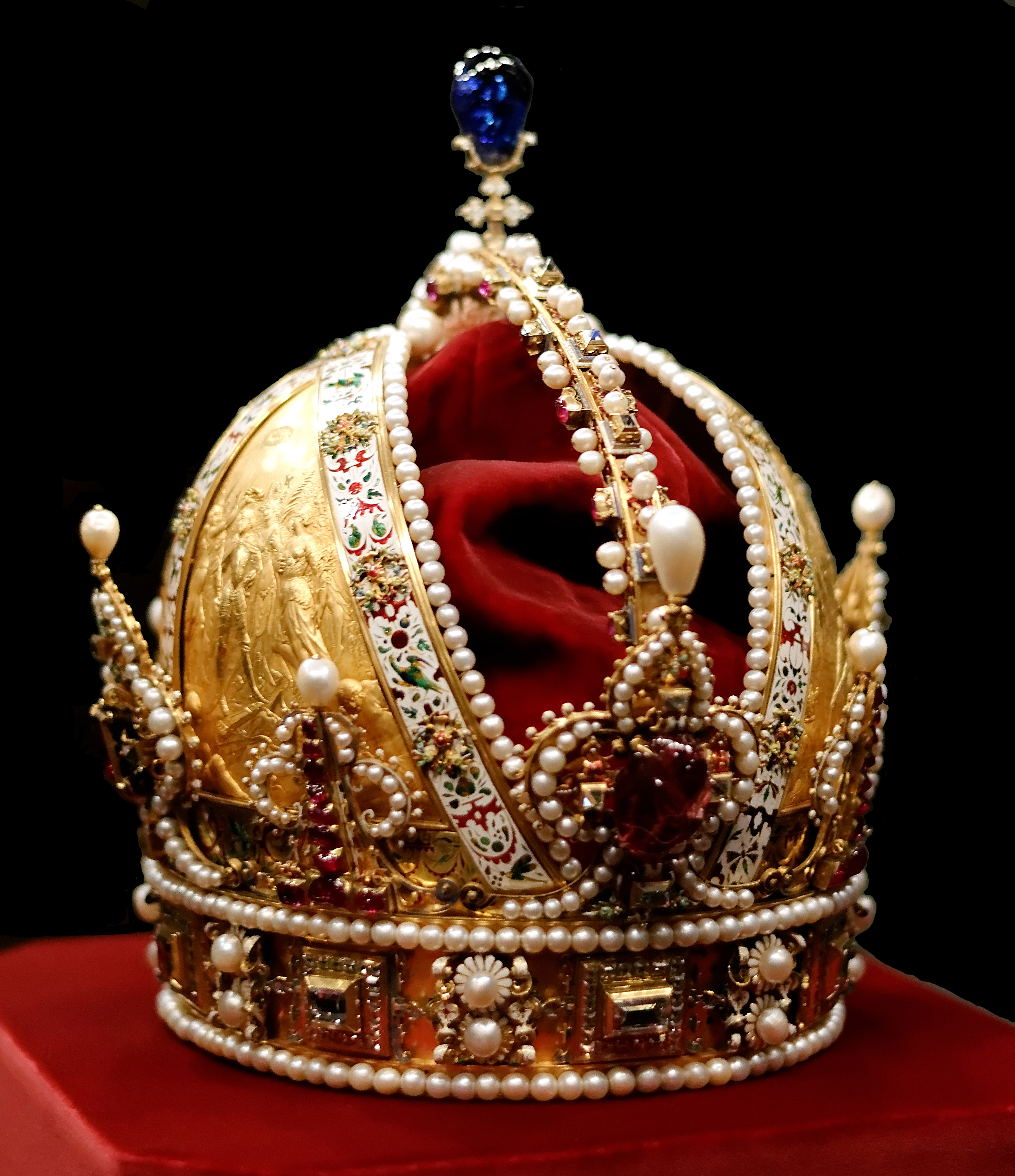
La couronne de Rodolphe II devient plus tard la couronne de l'empire d'Autriche.

Hormis le caractère fantastique des objets, c’est aussi l’esthétisme de leur arrangement et de leur présentation qui attire l’attention du visiteur. Sans toutefois qu’il n’y ait de désir de systématisation purement scientifique de la part du souverain, il faut y déceler l’expression harmonieuse de l'ordre de Dieu et discerner dans le micro-macrocosme l’analogie d’une dépendance mimétique des arts humains envers la nature et le monde.
Le cabinet secret de Rodolphe II est moins souvent évoqué que le cabinet de curiosités. Le roi protecteur des arts et des sciences, passionné par l'ésotérisme, y assemble avec la collaboration des résidents de la ruelle d'Or une formidable collection d'artefacts étranges. Ce cabinet secret, situé sous le château, compte cinq salles inventoriées par Lukas Imbert[Qui ?]. Le monarque a ainsi classé ses trésors par thème, établissant le premier catalogue ésotérique : une salle des chimères, une salle de divination et son fameux Tarot des Avatars, une salle d'armes, une salle des abominations et une étrange salle de la maquette du château. Lukas Imbert évoque également, dans son ouvrage Les Mystères de la Ruelle d'Or[à vérifier], l'existence d'autres salles aux accès dissimulés comme la salle des automates, la salle des offrandes, la salle de l'échiquier et surtout la salle Le Caravage où aurait été conservée une toile (peut-être deux) du célèbre peintre italien[réf. nécessaire].
Le château de Prague lui doit la construction de la monumentale salle espagnole qui n'a d'espagnol ni l'architecte ni les décorateurs, mais dont le qualificatif provient de la pompeuse et pesante étiquette de la cour impériale que les Habsbourg ont héritée de leur passage sur le trône d'Espagne.

### L'ascension de Matthias

Portrait de Rodolphe II en Vertumne, par Arcimboldo (1590).

En 1595, son oncle, l'archiduc Ferdinand de Tyrol meurt sans héritier mâle légitime. La loi salique voudrait que ce soit Rodolphe, fils aîné du frère aîné de Ferdinand, qui prenne sa succession ; mais Rodolphe permet que ce soit son frère Matthias, époux de la fille de Ferdinand, qui monte sur le trône d'Autriche antérieure, qui inclut le comté de Tyrol, la principauté de Vorarlberg en Autriche, le landgraviat de Haute-Alsace (ancien comté de Sundgau), les margraviats de Burgau et Brisgau et l’Argovie (berceau des Habsbourg en Suisse), entre autres.
Après octobre 1600, l’empereur Rodolphe II est atteint de crises de dépression ; il refuse à la fois d'exercer le pouvoir et de le déléguer à ses ministres.
Après la révolte en juin 1604 d’Étienne II Bocskai et de ses alliés ottomans, provoquée par la tentative de Rodolphe d'imposer le catholicisme en Hongrie, l'essentiel de la souveraineté passe à son frère Matthias. En 1608, celui-ci force Rodolphe à lui céder la Hongrie, l'Autriche et la Moravie. Cherchant à recevoir l'appui des États de Bohême, Rodolphe publie en 1609 une charte royale appelée le Majestät (« Lettre de Majesté »), garantissant la liberté de culte aux nobles et aux villes. Cependant, ses efforts restent vains : en réalité, il ne règne plus que sur la Bohême, et son autorité est ignorée au-delà.
En 1608, il marie à Prague sa fille naturelle Caroline d'Autriche à François Thomas Perrenot de Granvelle qui a hérité du nom et de la fortune de son oncle François Perrenot de Granvelle, ambassadeur de l'Empereur à Venise.
En l'absence de descendance légitime de Rodolphe, sa famille se partage dès son vivant les territoires de la maison d'Autriche : son frère Maximilien obtient le Tyrol, son cousin Ferdinand la Styrie, la Carinthie et la Carniole. En 1611, Rodolphe est forcé de céder la Bohême à son frère Matthias, qui est couronné le 26 mai. Il ne conserve plus que son titre impérial jusqu'à sa mort, qui survient quelques mois plus tard seulement, le 20 janvier 1612.

## Dans les arts et la culture populaire

### Cinéma
- 1920 : Otto Gebühr joue son rôle dans Le Golem.
- 1936 : Harry Baur joue son rôle dans Le Golem.
- 1951 : Jan Werich joue son rôle dans Le Boulanger de l'empereur.
- 2012 : Gérard Giroudon joue son rôle dans L'Œil de l'astronome.

### Télévision
- 1989 : Martin Ruzek joue son rôle dans le téléfilm Rudolf II.
- 2018 : Michael Jibson joue son rôle dans la série A Discovery of Witches.

### Littérature
- 1953 : Rodolphe II apparait dans le recueil de nouvelles La Nuit sous le pont de pierre, de l'écrivain né à Prague Leo Perutz.